# Rupes Mercator
Rupes Mercator – uskok tektoniczny na powierzchni Księżyca  o długości około 93 km. Współrzędne selenograficzne ☾ 31,0°S 22,3°W/-31,000000 -22,300000. Nazwa klifu pochodzi od pobliskiego krateru Mercator, który z kolei został nazwany od flamandzkiego matematyka i geografa Gerarda Merkatora (1512-1594).